# Damernas lagtävling i konstsim vid olympiska sommarspelen 2016
Damernas lagtävling i konstsim vid olympiska sommarspelen 2016 i Rio de Janeiro, Brasilien, avgjordes vid Maria Lenk Aquatics Center mellan den 18 och 19 augusti 2016. Natalia Isjtjenko och Svetlana Romasjina från Ryssland försvarade sitt guld.

## Medaljörer
| Gren | Guld                                                                                               | Silver | Brons |
| Lagtävling | Ryssland                                                                                           | Kina | Japan |
| Vlada Tjigireva Natalia Isjtjenko Svetlana Kolesnitjenko Aleksandra Patskevitj Svetlana Romasjina Alla Sjisjkina Maria Sjurotjkina Gelena Topilina Elena Prokofjeva | Gu Xiao Guo Li Li Xiaolu Liang Xinping Sun Wenyan Tang Mengni Yin Chengxin Zeng Zhen Huang Xuechen | Aika Hakoyama Yukiko Inui Kei Marumo Risako Mitsui Kanami Nakamaki Mai Nakamura Kano Omata Kurumi Yoshida Aiko Hayashi |       |

## Resultat
| Placering | Land       | Simmare | Tekniskt | Fritt   | Totalt   |
| --------- | ---------- | --- | -------- | ------- | -------- |
| 1         | Ryssland   | Vlada Tjigireva, Natalia Isjtjenko, Svetlana Kolesnitjenko, Aleksandra Patskevitj, Svetlana Romasjina, Alla Sjisjkina, Mariia Sjurotjkina, Gelena Topilina, Elena Prokofjeva | 97,0106  | 99,1333 | 196,1439 |
| 2         | Kina       | Gu Xiao, Guo Li, Li Xiaolu, Liang Xinping, Sun Wenyan, Tang Mengni, Yin Chengxin, Zeng Zhen, Huang Xuechen                                                                   | 95,6174  | 97,3667 | 192,9841 |
| 3         | Japan      | Aika Hakoyama, Yukiko Inui, Kei Marumo, Risako Mitsui, Kanami Nakamaki, Mai Nakamura, Kano Omata, Kurumi Yoshida, Aiko Hayashi                                               | 93,7723  | 95,4333 | 189,2056 |
| 4         | Ukraina    | Lolita Ananasova, Olena Gretjychina, Daria Iusjko, Oleksandra Sabada, Kateryna Sadurska, Ksenija Sjdorenko, Anastasija Savtjuk, Anna Volosjyna, Olha Zolotarova              | 93,4413  | 95,1667 | 188,6080 |
| 5         | Italien    | Elisa Bozzo, Beatrice Callegari, Camilla Cattaneo, Linda Cerruti, Manila Flamini, Francesca Deidda, Mariangela Perrupato, Sara Sgarzi, Costanza Ferro                        | 91,1142  | 92,2667 | 183,3809 |
| 6         | Brasilien  | Luisa Borges, Maria Bruno, Beatriz Feres, Branca Feres, Maria Clara Lobo, Maria Eduarda Miccuci, Lorena Molinos, Lara Teixeira, Pâmela Nogueira                              | 84,7985  | 87,2000 | 171,9985 |
| 7         | Egypten    | Leila Abdelmoez, Samia Ahmed, Nariman Aly, Nour Elayoubi, Jomana Elmaghrabi, Dara Hassanien, Salma Negmeldin, Nada Saafan, Nehal Saafan                                      | 76,9838  | 78,5667 | 155,5505 |
| 8         | Australien | Bianca Hammett, Danielle Kettlewell, Nikita Pablo, Emily Rogers, Cristina Sheehan, Rose Stackpole, Amie Thompson, Deborah Tsai, Hannah Cross                                 | 74,0667  | 75,4333 | 149,5000 |